# Troițcoe
Troițcoe è un comune della Moldavia situato nel distretto di Cimișlia di 1.242 abitanti al censimento del 2004